# Herrer Sára
Herrer Sára (Budapest, 1988. március 7.) magyar színésznő, énekesnő.

## Életrajz
Az Eötvös Loránd Tudományegyetemen film szakon tanult.
A filmvásznon a Sorstalanság című filmben debütált. Hat évadon keresztül játszotta Hegyi Barbara lányát, Kosári Ildikót a Magyar Televízió Életképek című sorozatban. Játszott az RTL Klub három epizódból álló Casino című magyar sorozatában. A Csalfa Karma című websorozat főszereplője volt. Reklámfilmekben és videóklipekben is látható.
A színészkedésen kívül énekel, színpadra lépett többek közt a Földessy-iskola musicaljeiben, jelenleg a Kesh és a Mary Popkids zenekar énekesnője. Sokan Fluor Tomi Mizu című dalának a Petőfi Rádió Akusztik című műsorában előadott feldolgozásán keresztül ismerhették meg.